# 하퍼스
하퍼스는 대한민국의 3인조 음악 그룹이다. 2015년 EP 앨범 [Rock And Roll Station]으로 데뷔했다.

## 방송
- 우리가 사랑한 그 노래 새가수 (2021) - Top21(16위)

## 음반
- Rock And Roll Station (2015)
- Rockabilly Night (2015)
- 살랑살랑 (2016)
- Side B (2019)
- B:DRIVE (2020)
- Surfing Cowboy (2020)
- 시선 (2020)
- 스근하게 (2020)
- Driving By Myself (2020)
- 우리가 사랑한 그 노래, 새가수 Episode 3 (2021)
- 우리가 사랑한 그 노래, 새가수 Episode 6 (2021)
- 우리가 사랑한 그 노래, 새가수 MR (2021)

## 공연
- 2016 부산록페스티벌 (2016)
- 레트로페스티벌 Rock This Town 2018 in Seoul (2018)